# Рада міністрів Автономної Республіки Крим
Рада міністрів Автономної Республіки Крим — уряд Автономної Республіки Крим.
Голова Ради міністрів Автономної Республіки Крим призначається на посаду та звільняється з посади Верховною Радою Автономної Республіки Крим за погодженням із Президентом України.
Повноваження, порядок формування і діяльності Ради міністрів Автономної Республіки Крим визначаються Конституцією України та законами України, нормативно-правовими актами Верховної Ради Автономної Республіки Крим з питань, віднесених до її компетенції.
Останнім легітимним Головою Ради Міністрів АР Крим був Анатолій Могильов (7 листопада 2011 — 27 лютого 2014).

## Склад
| Посада                                                              | Міністр              |
| ------------------------------------------------------------------- | -------------------- |
| Голова Ради міністрів                                               | Анатолій Могильов    |
| Міністр аграрної політики та продовольства                          | Микола Полюшкін      |
| Міністр економічного розвитку та торгівлі                           | Світлана Верба       |
| Міністр культури                                                    | Олена Плакіда        |
| Міністр курортів і туризму                                          | Олександр Лієв       |
| Міністр освіти та науки, молоді та спорту                           | Наталія Гончарова    |
| Міністр охорони здоров'я                                            | Олександр Каневський |
| Міністр регіонального розвитку та житлово-комунального господарства | Віталій Кіжаєв       |
| Міністр соціальної політики                                         | Олена Семічастна     |
| Міністр фінансів                                                    | Сергій Копитов       |